# Schizotetranychus baltazari
Schizotetranychus baltazari är en spindeldjursart som beskrevs av Rimando 1962. Schizotetranychus baltazari ingår i släktet Schizotetranychus och familjen Tetranychidae. Inga underarter finns listade i Catalogue of Life.